# Nato Vachnadze
Natalia "Nato" Vachnadze (en georgiano: ნატო ვაჩნაძე), nacida Natalia Andronikashvili (en georgiano: ნატო ანდრონიკაშვილი), (14 de junio de 1904 – 14 de junio de 1953) fue una actriz de cine georgiana y soviética. Comenzó su carrera en la época del cine mudo, interpretando normalmente el personaje de una ingenua, una joven inocente y apasionada. Siguió trabajando como actriz durante la era sonora hasta su muerte en accidente aéreo en 1953. Fue una de las primeras estrellas de cine de la Unión Soviética y recibió numerosos honores, entre ellos el título de Artista del Pueblo de la República Socialista Soviética de Georgia y el Premio Stalin.

## Biografía
Nato Vachnadze nació en Varsovia, entonces en el Imperio ruso, hija de padre georgiano, George Andronikov, de la familia Andronikashvili, y madre polaca, Ekaterina Slivitskaya. Su padre, oficial del ejército ruso, murió en una escaramuza con una banda de forajidos chechenos (abrek) en 1912. Adoptó su apellido en su primer matrimonio con Merab Vachnadze, con quien tuvo un hijo, Tengiz Vachnadze (nacido en 1926), futuro arquitecto. Su segundo matrimonio fue con el director de cine Nikoloz Shengelaia, con quien tuvo dos hijos, los directores de cine Giorgi Shengelaia y Eldar Shengelaia. Su tercer matrimonio fue con el capitán de la marina soviética Anatoli Kacharava (1910-1982). La hermana menor de Nato Vachnadze, Kira (1908-1960), también fue actriz y se casó con el escritor Borís Pilniak.
Aunque existen varias versiones sobre su descubrimiento para la película, la más popular y probable es que el director de cine Shakro Berishvili se fijó en su fotografía en un estudio fotográfico de Tiflis. Consiguió encontrarla en Kajetia y la convenció para que actuara en su primera película, la cinta de aventuras de 1923 Arsen the Bandit. El papel de Nunu en la película de 1923 Patricide y el de Esma en la de 1924 Three Lives la hicieron famosa no sólo en la República de la Unión Georgiana, sino en toda la Unión Soviética. En estas películas su personaje era el de una ingénue, una joven inocente y apasionada. El director de teatro y cine Kote Marjanishvili le dio a Vachnadze dos papeles desafiantes en las películas experimentales The Gadfly y Amok, adaptadas de novelas de Ethel Voynich y Stefan Zweig. Convertida ya en una estrella no sólo nacional, sino también internacional, interpretó a la gitana Masha en la película germano-soviética The Living Corpse, adaptación de la obra de teatro de León Tolstói The Living Corpse.
Vachnadze fue – junto con su colega Igor Ilyinsky – una de las primeras estrellas de cine de la joven Unión Soviética, y a veces se la llamó la Vera Kholodnaya soviética, en honor a la primera estrella de cine del imperio ruso, Vera Jolódnaia. La aparición de su nombre en anuncios de cine y la publicación de dos biografías en papel de casi 100.000 ejemplares son indicadores de su estrellato. Su carácter en la pantalla era decididamente diferente del de otras actrices. La mayoría de las actrices soviéticas de los años veinte estaban relegadas a interpretar el papel de una heroína tradicional o proletaria. Vachnadze, en cambio, interpretaba a mujeres glamurosas con una vida privada – es de suponer que su exótico origen georgiano le permitía más libertades en la pantalla de las que habría tenido una actriz rusa. La mayoría de sus películas, inusuales en el cine soviético, eran melodramas tórridos en los que actuaba con gran pasión y emoción. Eugenia Ginzburg la describió en sus memorias como una "heroína como una paloma" y como "una víctima eterna". El escritor Víktor Shklovski la describió como "una artista de tipo americano porque su valor reside en la pureza de su tipo etnográfico".
Con la aparición del cine sonoro, Vachnadze decidió tomarse un descanso. Siguiendo una recomendación de Grigori Kózintsev, se fue a Moscú, donde trabajó para Esfir Shub como ayudante de dirección. Después regresó a Georgia, donde reinició su carrera en algunas de las primeras películas sonoras georgianas, como la de 1934 The Last Crusaders y The Last Masquerade, de Mikheil Chiaureli. También actuó en películas de su segundo marido, Nikoloz Shengelaia, como la película muda Giuli y The Golden Valley. Su última película fue Conquerors of the Peaks, de 1952, dirigida por Davit Rondeli.
Como primera estrella del cine georgiano y soviético, fue nombrada Artista del Pueblo de la República Socialista Soviética de Georgia y galardonada con el Premio Stalin en 1941. Fue nombrada Artista de Honor de la República Socialista Federativa Soviética de Rusia y recibió tres Órdenes de la Bandera Roja del Trabajo. En 1943 se afilió al Partido Comunista de la Unión Soviética. Vachnadze murió en un accidente de aviación en 1953. Poco antes de su muerte, el poeta y escritor Borís Pasternak se dirigió a ella durante una visita a su casa de campo. Dijo de Nato Vachnadze: "Tu belleza evoca [en nosotros] el deseo de arrodillarnos ante ti!".
Tras su muerte recibió varios honores. Entre 1985 y 1995, una calle de Tiflis y un buque cisterna de la Georgian Shipping Company llevaron su nombre. El premio de cine georgiano lleva el nombre de Nato en su honor. En 1981 se inauguró la Nato Vachnadze House Museum en la finca familiar de Guryaani, Kajetia.

## Filmografía
| Año  | Título en inglés             | Título en georgiano               | Título en ruso         | Papel                        | Director                                      |
| ---- | ---------------------------- | --------------------------------- | ---------------------- | ---------------------------- | --------------------------------------------- |
| 1923 | Arsen the Bandit             | არსენა ყაჩაღი                     | Разбойник Арсен        | Neno                         | Vladimir Barsky                               |
| 1923 | Patricide                    | მამის მკვლელი                     | У позорного столба     | Nunu                         | Hamo Beknazarian                              |
| 1924 | Three Lives                  | სამი სიცოცხლე                     | Три жизни              | Esma                         | Ivan Perestiani                               |
| 1925 | The Case of Tariel Mklavadze | ტარიელ მკლავაძის მკვლელობის საქმე | Герой нашего времени   | Despine                      | Ivan Perestiani                               |
| 1925 | Who is the Guilty?           | ვინ არის დამნაშავე?               | Наездник из Вайлд Вест | Pati                         | Alexandre Tsutsunava                          |
| 1925 | Horrors of the Past 2        | ათასის ფასად                      |                        |                              | Vladimir Barsky                               |
| 1926 | The Gadfly                   | კრაზანა                           | Овод                   | Jema                         | Kote Marjanishvili                            |
| 1926 | Natela                       | ნათელა                            | Натела                 | Natela                       | Hamo Beknazarian                              |
| 1927 | Amok                         | ამოკი                             | Амок, закон и долг     | Mujer                        | Kote Marjanishvili                            |
| 1927 | Giuli                        | გიული                             | Гиули                  | Guili                        | Nikoloz Shengelaia                            |
| 1928 | The Living Corpse            |                                   | Живой труп             | Masha                        | Fedor Otsep                                   |
| 1930 | Suburban Quarters            |                                   | Кварталы предместья    | Dora                         | Grigori Gritscher-Tcherikover                 |
| 1931 | Iron Brigade                 |                                   | Железная бригада       | Masha                        | Dmitri Vasilyev                               |
| 1934 | The Last Crusaders           | უკანასკნელი ჯვაროსნები            | Последние крестоносцы  | Tsitsya                      | Siko Dolidze                                  |
| 1934 | The Last Masquerade          | უკანასკნელი მასკარადი             | Последний маскарад     | Tamari                       | Mikheil Chiaureli                             |
| 1937 | The Golden Valley            | ნარინჯის ველი                     | Золотистая долина      | Nani                         | Nikoloz Shengelaia                            |
| 1937 | Arsena                       | არსენა                            | Арсен                  | Neno                         | Mikheil Chiaureli                             |
| 1939 | Girl from Khidobani          | ქალიშვილი ხიდობნიდან              | Девушка из Хидобани    | Gviristine                   | Diomide Antadze                               |
| 1940 | Motherland                   | სამშობლო                          | Родина                 | Natela                       | Diomide Antadze y Nikoloz Shengelaia          |
| 1941 | Qadjana                      | ქაჯანა                            | Каджана                | Marta                        | Konstantine Pipinashvili                      |
| 1943 | He will come back            | ის კიდევ დაბრუნდება               | Он еще вернется        | Manana                       | Diomide Antadze y Nikoloz Shengelaia          |
| 1947 | A Cradle for Akaki           | აკაკის აკვანი                     | Колыбель поэта         | Mano                         | Konstantine Pipinashvili                      |
| 1948 | Keto and Kote                | ქეთო და კოტე                      | Кето и Котэ            | Bailando en la última escena | Vakhtang Tabliashvili y Shalva Gedevanishvili |
| 1952 | Conquerors of the Peaks      | მწვერვალთა დამპყრობნი             | Покорители вершин      | Elisabed Lomidze             | Davit Rondeli                                 |